# Wilhelm Georgy

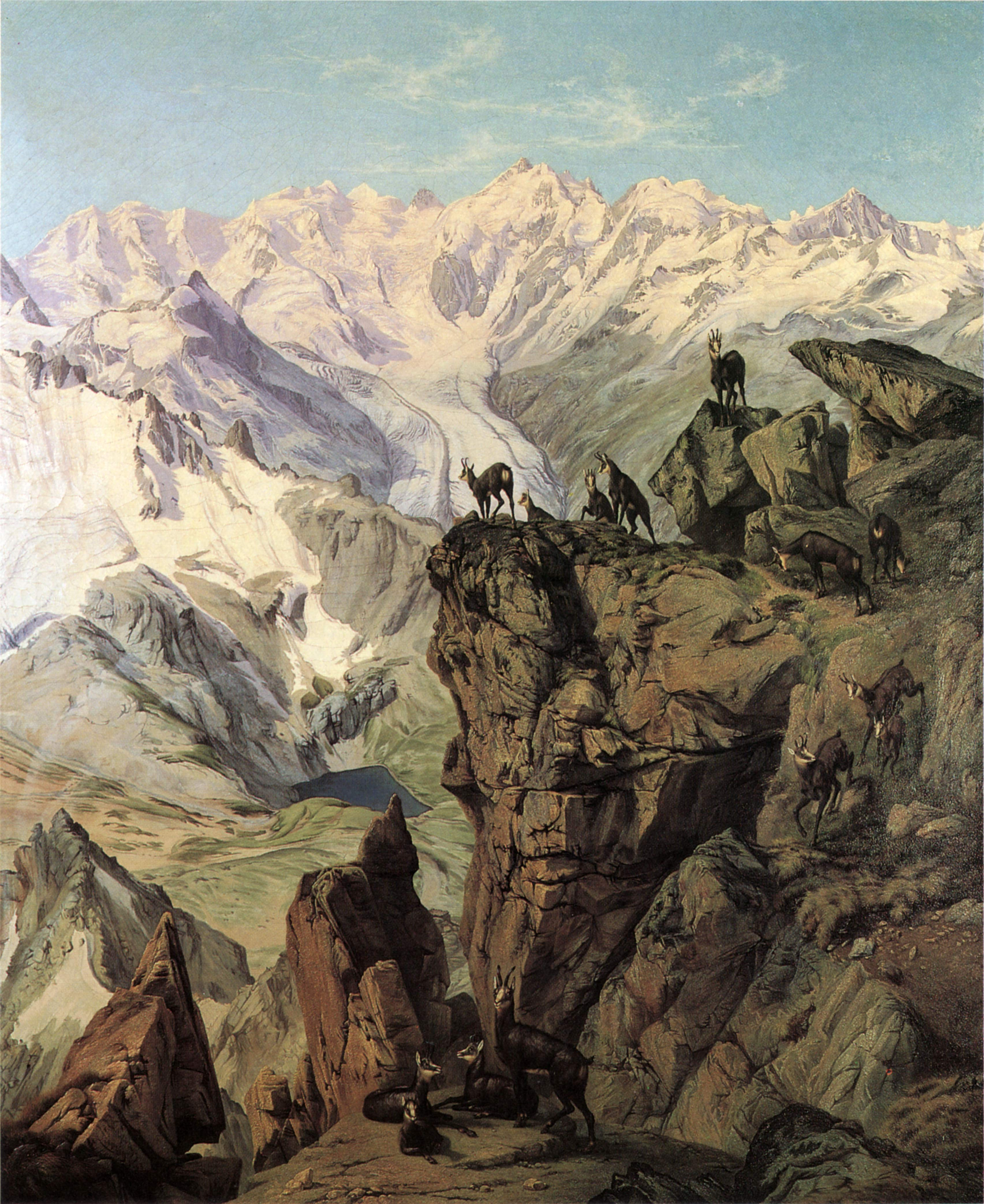
Wilhelm Georgy: Bernina-Gruppe mit Gemsen vom Piz Languard aus, 1863

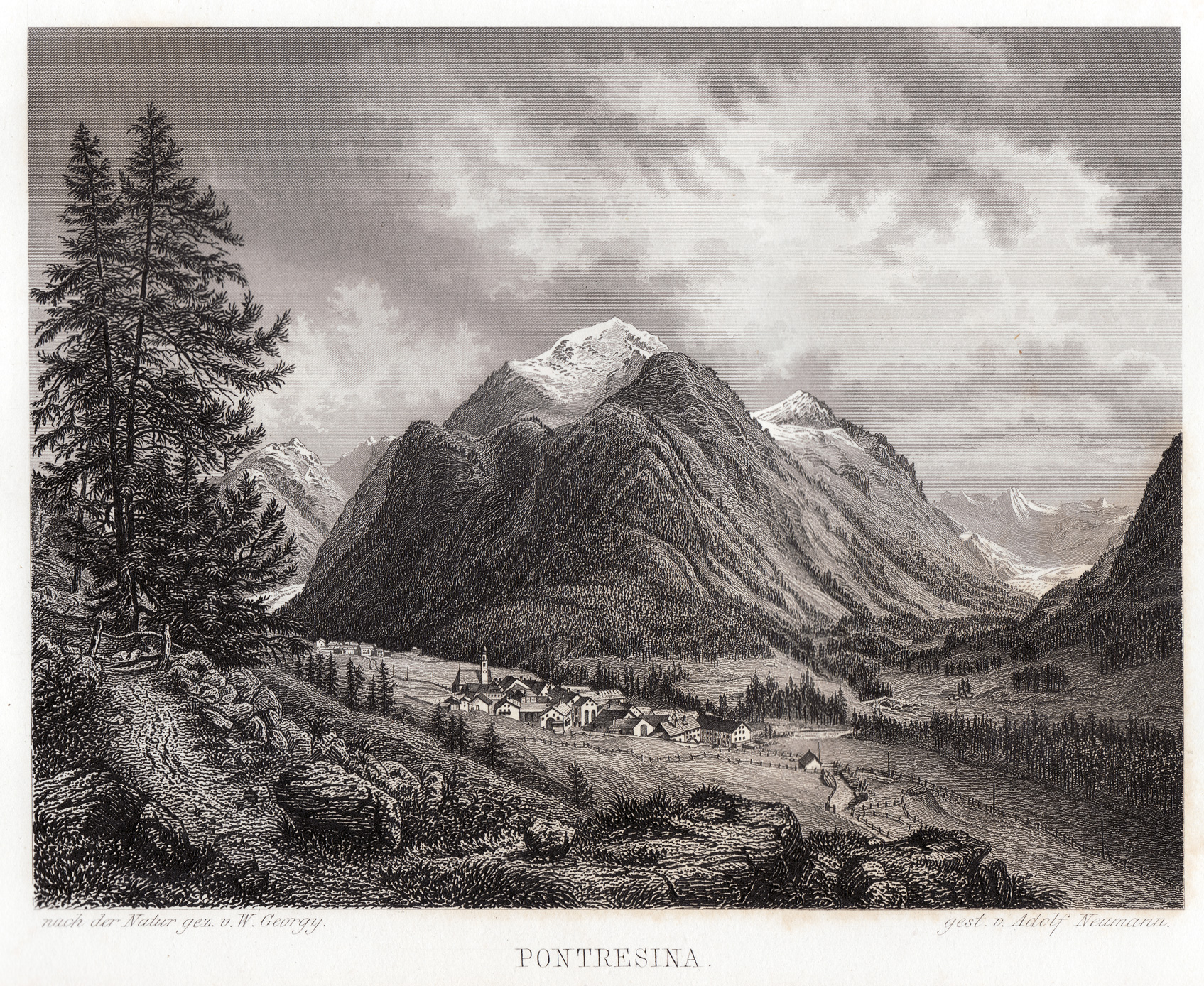
Wilhelm Georgy: Pontresina, 1858

Wilhelm Georgy (* 6. Februar 1819 in Magdeburg; † 1887 in Weimar) war ein deutscher Maler, Illustrator, Buchgestalter, Holzschneider und Radierer.
Er erwarb seine künstlerischen Fähigkeiten sowohl autodidaktisch als auch als Schüler von Friedrich Preller.
Ab den 1850er Jahren war er Zeichner beim Leipziger Verlag J. J. Weber. Zusammen mit dem Kunstmaler Emil Rittmeyer wurde er mit der Illustration der naturkundlichen Publikation Das Tierleben der Alpen von Friedrich Tschudi beauftragt. Er reiste deshalb ab 1853 mehrmals in die Alpen, um Kenntnisse der Berglandschaft sowie deren Fauna und Flora zu erlangen. Zwischen 1854 und 1858 reiste er ins Engadin. Er wohnte in einem Hotel in Pontresina und machte die Bekanntschaft des Naturforschers und Präparators Gian Saratz. Er hielt sich ebenso in einer Berghütte am Piz Languard auf, die heute als Georgys Hütte seinen Namen trägt.
Seit 1857 lebte und arbeitete er in Leipzig vor allem für den Brandstetter-Verlag in Leipzig und schuf Illustrationen sowie eine Reihe von Verlagseinbänden. Diese sind häufig mit seiner Künstlersignatur „W. GEORGY“ gekennzeichnet.